# Liste der Könige Saudi-Arabiens
Dies ist eine Liste der Könige von Saudi-Arabien. Seit der Staatsgründung 1932 gehören alle Könige der Saudi-Dynastie an.
|    | Name                            | Bild | Lebensdaten | Regierungszeit                        | Verwandtschaft                                       |
| -- | ------------------------------- | ---- | ----------- | ------------------------------------- | ---------------------------------------------------- |
| 1. | Ibn Saud (Abdulaziz) عبد العزيز |      | 1875–1953   | 22. September 1932 – 9. November 1953 | Sohn des Imams Abdul Rahman                          |
| 2. | Saud سعود                       |      | 1902–1969   | 9. November 1953 – 2. November 1964   | Sohn des Vorgängers                                  |
| 3. | Faisal فيصل عبد العزيز          |      | 1906–1975   | 2. November 1964 – 25. März 1975      | Halbbruder des Vorgängers                            |
| 4. | Khalid خالد                     |      | 1912–1982   | 25. März 1975 – 13. Juni 1982         | Halbbruder des Vorgängers                            |
| 5. | Fahd فهد                        |      | 1921–2005   | 13. Juni 1982 – 1. August 2005        | Halbbruder des Vorgängers                            |
| 6. | Abdullah عبد الله               |      | 1924–2015   | 1. August 2005 – 23. Januar 2015      | Halbbruder des Vorgängers                            |
| 7. | Salman سلمان                    |      | 1935–heute  | 23. Januar 2015 bis heute             | Halbbruder des Vorgängers, Vollbruder von König Fahd |